# Nephrops norvegicus
Nephrops norvegicus (Linnaeus, 1758), conosciuto come scampo o raramente  come nefrope è un crostaceo decapode della famiglia Nephropidae; è l'unica specie appartenente al genere Nephrops Leach, 1814.

## Denominazioni regionali italiane
Nelle regioni italiane, lo scampo è noto con diversi nomi: Rancio di fondo (Abruzzo), Ranfele (Campania), Astracio o Arganello (Marche), Lempitu di fangu o Cicala (Sicilia)

## Distribuzione e habitat
Il suo habitat di riferimento è la parte nord-est dell'oceano Atlantico, nonché parte del mar Mediterraneo, risultando invece assente nel mar Baltico e nel mar Nero. Gli esemplari adulti emergono dalle loro tane durante la notte per alimentarsi di vermi e pesci. Vive soprattutto nelle zone con fondali fangosi.

## Biologia

### Alimentazione
Si nutre di altri piccoli invertebrati.

### Riproduzione
Si riproduce tra estate e autunno, le larve sono planctoniche.

## Tassonomia
È attualmente l'unica specie esistente del genere Nephrops dopo che numerose altre specie sono state spostate verso il più vicino genere dei Metanephrops.

## Pesca
Molto pescato ed apprezzato in cucina, è il più importante crostaceo europeo a livello commerciale, per via dell'abbondante richiesta nell'ambito della ristorazione. .